# 桑德巴肯冰磧
71°34′S 12°8′E / 71.567°S 12.133°E
桑德巴肯冰磧（德語：Sandbakken），是南極洲的冰磧，位於毛德皇后地的阿斯特里德公主海岸，處於格羅霍爾納峰西北面3.7公里的西彼得曼山脈西面，根據德國探險隊拍攝的空中照片繪入地圖，現時由南極條約體系管理。